# Xəlfəli (Sabirabad)
Xəlfəli è un comune dell'Azerbaigian situato nel distretto di Sabirabad. Conta una popolazione di 1 924 abitanti.